# Ana Carolina Grajales
Ana Carolina Grajales  (Miami, Florida, 1990. december 7. –) amerikai színésznő.

## Élete
Ana Carolina Grajales 1990. december 7-én született Miamiban. Első szerepét 2010-ben kapta az Aurora című sorozatban. 2012-ben szerepet kapott a Grachiban. Ugyanebben az évben megkapta Sofía szerepét a Relaciones peligrosasban. 2013-ban Amalia szerepét játszotta a Marido en alquiler című telenovellában.

## Filmográfia

### Telenovellák
| Év        | Cím                   | Szerep                        |
| --------- | --------------------- | ----------------------------- |
| 2016      | Silvana sin lana      | Alejandra Castillo            |
| 2013-2014 | Marido en alquiler    | María Amalia Salinas Carrasco |
| 2012      | Relaciones peligrosas | Sofía Blanco                  |
| 2012-2013 | Grachi                | Valeria / Amaya Vélez         |
| 2010-2011 | Aurora                | Charlotte                     |

### Sorozatok
| Év   | Cím       | Szerep          |
| ---- | --------- | --------------- |
| 2012 | Rpm Miami | Natty barátnője |

## További információ
- Ana Carolina Grajales az Internet Movie Database-ben (angolul)
- Ana Carolina Grajales a Rotten Tomatoeson (angolul)